# Oliver Helander
Oliver Helander, född 1 januari 1997, är en finländsk (finlandssvensk) spjutkastare. Hans personbästa är 89,83 meter. Han blev årets manliga idrottare i Svenskfinland 2018.
Han har tidigare även spelat handboll, bland annat i Alingsås HK och Finlands herrlandslag i handboll.

## Karriär
Helander tävlade för Finland vid OS i Tokyo 2021, där han blev utslagen i kvalet i spjuttävlingen med ett bästa kast på 78,81 meter.

## Privat
Oliver Helander är äldre bror till handbollsspelaren Benjamin Helander.